# Heinrich Gustav von Borcke

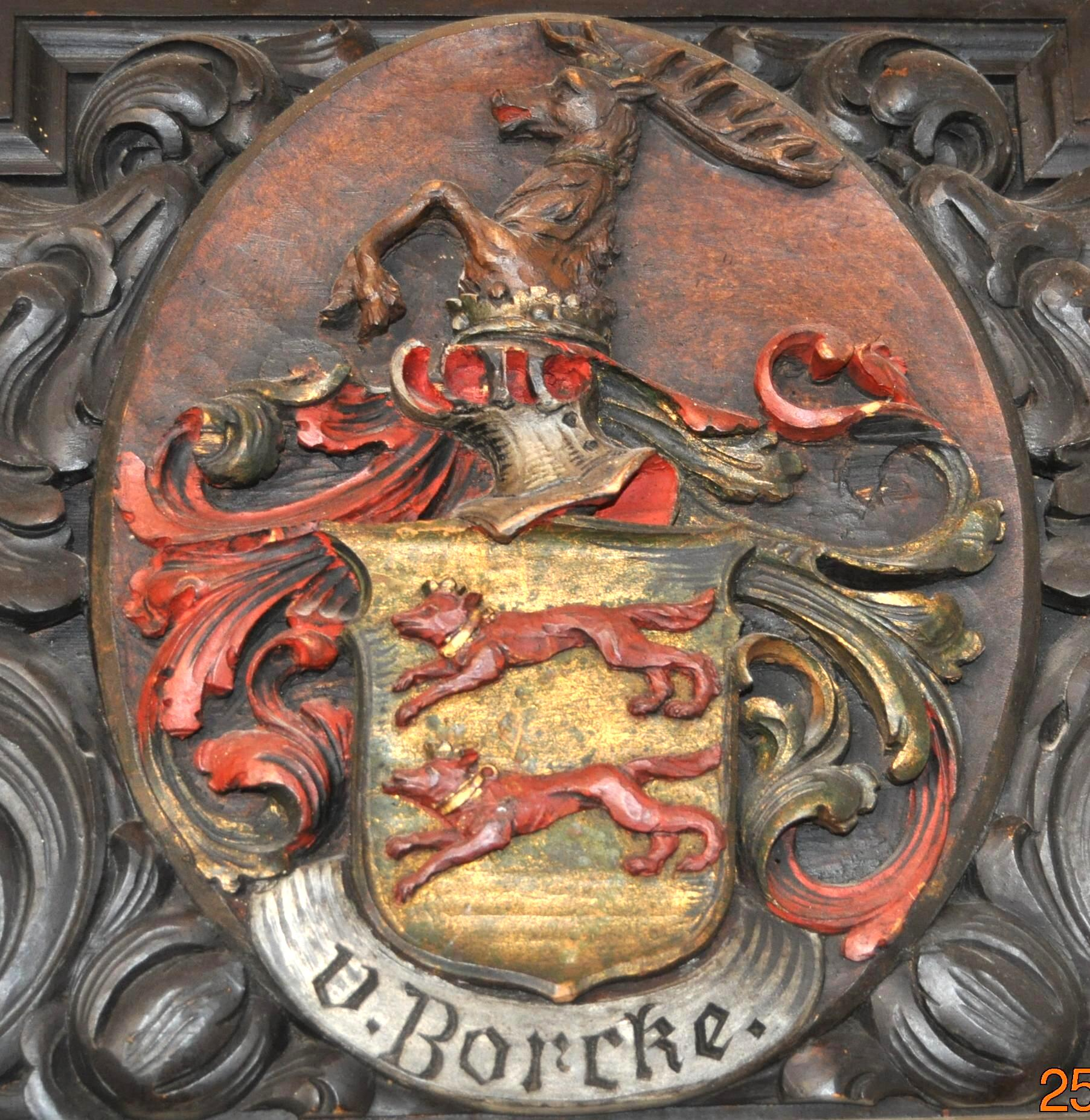
Herb rodowy rodu Borcke

Heinrich Gustav Graf von Borcke (ur. 2 maja 1829 w Tołkinach, zm. 19 lipca 1916 w Stargordt) – pruski właściciel ziemski, polityk i poseł. 

## Rodzina
Gustav von Borcke pochodził z hrabiowskiej (graf) gałęzi pomorskiej rodziny szlacheckiej von Borcke. W 1858 Borcke poślubił Magdalenę hrabinę von Lehndorff, córkę generała porucznika Karla Grafa von Lehndorffa. Para miała synów Henninga (1864–1943), spadkobiercę Stargordt, Karla (1865–1927) jako następcę w Tolksdorf oraz Ulricha spadkobiercę Reckow i Groß Borckenhagen.

## Kariera
Borcke był ordynariuszem na majątku Stargordt w powiecie Regenwalde. Był porucznikiem i od 1863 r. kawalerem honorowym, a od 1883 r. kawalerem prawa joannitów. Był honorowym kapitanem dworu w Szczecinie z tytułem „Ekscelencja". Od 1877 był członkiem dworu pruskiego (Izba Panów (Prusy)) przy prezentacji stowarzyszenia starych dóbr ziemskich w wiejskim powiecie Cammin. Borcke należał do dworu aż do śmierci w 1916 roku. W końcu wydzierżawił swoje rozległe posiadłości swojemu najstarszemu synowi.